# Mala Učka (gmina Mošćenička Draga)
Mala Učka – wieś w Chorwacji, w żupanii primorsko-gorskiej, w gminie Mošćenička Draga. W 2011 roku pozostawała niezamieszkana.